# São Pedro da União
São Pedro da União est une municipalité brésilienne de l'État du Minas Gerais et la microrégion de São Sebastião do Paraíso.